# Вікінґ (Міннесота)
Вікінґ (англ. Viking) — місто (англ. city) в США, в окрузі Маршалл штату Міннесота. Населення — 79 осіб (2020).

## Географія
Вікінґ розташований за координатами 48°13′6″ пн. ш. 96°24′24″ зх. д. / 48.21833° пн. ш. 96.40667° зх. д. (48.218205, -96.406733).  За даними Бюро перепису населення США в 2010 році місто мало площу 1,32 км², уся площа — суходіл.

## Демографія
Згідно з переписом 2010 року, у місті мешкали 104 особи в 43 домогосподарствах у складі 31 родини. Густота населення становила 79 осіб/км².  Було 46 помешкань (35/км²).
Расовий склад населення:
| - 96,2 % — білих |

До двох чи більше рас належало 3,8 %. Частка іспаномовних становила 1,9 % від усіх жителів.
За віковим діапазоном населення розподілялося таким чином: 30,8 % — особи молодші 18 років, 53,8 % — особи у віці 18—64 років, 15,4 % — особи у віці 65 років та старші. Медіана віку мешканця становила 42,0 року. На 100 осіб жіночої статі у місті припадало 76,3 чоловіків;  на 100 жінок у віці від 18 років та старших — 89,5 чоловіків також старших 18 років.
Середній дохід на одне домашнє господарство  становив 52 636 доларів США (медіана — 56 250), а середній дохід на одну сім'ю — 59 703 долари (медіана — 61 429). За межею бідності перебувало 16,9 % осіб, у тому числі 37,0 % дітей у віці до 18 років та 0,0 % осіб у віці 65 років та старших.
Цивільне працевлаштоване населення становило 49 осіб. Основні галузі зайнятості: виробництво — 22,4 %, освіта, охорона здоров'я та соціальна допомога — 20,4 %, роздрібна торгівля — 12,2 %, будівництво — 12,2 %.